# Hans Fehr
Pour les articles homonymes, voir Fehr.
Hans Fehr, né le 14 janvier 1947 est une personnalité politique suisse, membre de l'Union démocratique du centre (UDC).

## Biographie
Directeur de  l'Action pour une Suisse indépendante et neutre (ASIN) en 1998, il est élu en 1991 au Grand Conseil du canton de Zurich puis, en 1995 député au Conseil national comme représentant du même canton.
Depuis 2000, il est lieutenant-colonel dans l'armée suisse.

## Faits divers
Le 21 janvier 2011, alors qu'il se rendait à pied à une réunion de l'UDC, il est tabassé par des manifestants autonomes de gauche. En état de choc, il est emmené à l'hôpital. Bilan: une côte fêlée et une éraflure sur le front.